# 아바타로전대 돈브라더즈
《아바타로전대 돈브라더즈》(일본어: 暴太郎戦隊ドンブラザーズ)는 슈퍼 전대 시리즈 46번째 작품이자 전작인 기계전대 젠카이저의 세계관을 잇는 후속작으로, 2022년 3월 6일부터 2023년 2월 26일까지 TV 아사히 계열에서 방영했던 특촬물 텔레비전 드라마이다. 대한민국에서는 같은 해 2022년 7월 23일 부터 2023년 3월 25일 까지《파워레인저 돈브라더즈》로 방영 했다.

## 등장인물

### 돈브라더즈
모모이 타로(돈 모모타로)/천홍도(돈 레드피치)히구치 코헤이/김혜성 ■
사루하라 신이치(사루 브라더)/차원승(몽키 브라더)벳부 유우키/박주광 ■
키토 하루카(오니 시스터)/도가비(고스트 시스터)시다 코하쿠/신나리 ■
이누즈카 츠바사(이누 브라더)/두견(도기 브라더)토우타로/김종엽 ■
키지노 츠요시(키지 브라더)/노장기(페잔트 브라더)스즈키 히로후미/박준형 ■
모모타니 지로(돈 드래고쿠/돈 토라볼트)/백도원(돈 드래곤오공/돈 타이거볼트)이시카와 라이조/정의한 ■■

### 기타
고시키다 카이토/전려욱(젠카이저 블랙)코마기네 키이타/임채빈 ■
모모이 진/천도진와다 소코/원종준
하나무라 히토시/현수빈혼다 쿄야/박주광
키토 유리코/도하선미와 히토미/권다예
키지노 미호/은미주, 쿠라모치 나츠미/장선미아라타 모모코/김채린
루미(유나)아사노 아카리/이주은
테라사키(손장삼)이치조/박준원

### 히토츠귀, 뇌인
소노이(가온)토미나가 유야/홍승효 ■
소노니(나온)미아자키 아미사/손정민 ■
소노자(다온)타카히시 신노스케/임혁 ■
마더노토 마미코/이주은
돈 무라사메/돈 퍼플샤크무라세 아유무/박준원 ■
소노시(라온)히로세 토모키/이동윤 ■
소노고(마온)타카이 마나/김서현 ■
소노로쿠(바온)쿄야나기 신/김병현 ■
소노나(사온)모토하시 유카/장채연 ■
소노야(아온)무라카미 코우헤이/오건우 ■

## 전용 무장
돈 블래스터 ■■■■■
잔글라소드 ■
돈브라버클 ■■■■■
용호지극 / 돈 엑스피어 ■■
호적순라 / 타이거가드 ■■
오미코시 피닉스/골드 피닉스 ■

## 등장 메카
엔야라이돈 ■

### 얼터
돈 모모타로 얼터 ■
돈 드래고쿠 얼터 ■
고카이저(캡틴포스) 얼터 ■
고버스터즈 얼터 ■
쿄류저(다이노포스) 얼터 ■
토큐저(트레인포스) 얼터 ■
닌닌저(닌자포스) 얼터 ■
쥬오우저(애니멀포스) 얼터 ■■■
큐레인저(갤럭시포스) 얼터 ■
루팡레인저(루팡포스) 얼터 ■
패트레인저(패트롤포스) 얼터 ■
류소우저(다이노소울) 얼터 ■
키라메이저 얼터 ■

### 로보타로
돈 로보타로 ■
사루(몽키) 브라더 로보타로 ■
오니(고스트) 시스터 로보타로 ■
이누(도기) 브라더 로보타로 ■
키지(페잔트) 브라더 로보타로 ■
돈 로보고쿠 / 돈 로보오공 ■
돈 로보볼트 ■

## 등장 메카

### 합체 얼터
돈 고카이(캡틴) 모모타로 / 레드 피치 얼터 ■■
돈 고카이(캡틴) 드래고쿠 / 드래곤오공 얼터 ■■
돈 고버스터 모모타로 / 레드 피치 얼터 ■■
돈 쿄류(다이노) 모모타로 / 레드 피치 얼터 ■■
돈 토큐(트레인) 모모타로 / 레드 피치 얼터 ■■
돈 닌닌(닌자) 모모타로 / 레드 피치 얼터 ■■
돈 닌닌(닌자) 드래고쿠 / 드래곤오공 얼터 ■■
돈 쥬오(애니멀) 모모타로 / 레드 피치 얼터 ■■■■
돈 큐렌(갤럭시) 모모타로 / 레드 피치 얼터 ■■
돈 루팡패트렌(루팡패트롤) 모모타로 / 레드 피치 얼터 ■■■
돈 류소(다이노소울) 모모타로 / 레드 피치 얼터 ■■
돈 키라메이 모모타로 / 레드 피치 얼터 ■■

### 합체 로보타로
돈 오니타이진/돈 버스터킹 ■■■■■
호룡공신 / 타이거 드래곤킹 ■■

### 초합체 로보타로
토라도라 오니타이진/슈퍼 돈 버스터킹 ■■■■■■■
골돈 오니타이진/골드 돈 버스터킹 ■■■■■■

### 궁극합체 로보타로
토라도라 오니타이진 키와미/파이널 돈 버스터킹 ■■■■■■■■

## 에피소드
- 1화: 아바타로
- 2화: 큰 복숭아, 작은 복숭아
- 3화: 빛 도둑
- 4화: 주먹밥의 오니(주먹밥의 주먹)
- 5화: 틀어박힌 개
- 6화: 꿩 삼일천하
- 7화: 선생님 무리
- 8화: 긴 머리의 포로
- 9화: 엉망타로와 로보타로
- 10화: 오니가 본 무지개(고스트가 본 무지개)
- 11화: 개의 일사병
- 12화: 달은 거짓말쟁이
- 13화: 안녕 타로(안녕 홍도)
- 14화: 타로 대역(홍도 대역)
- 15화: 어서와 타로(어서와 홍도)
- 16화: 타락 스위치
- 17화: 빛과 날개
- 18화: 죠스한 1자루
- 19화: 여보세요 유령
- 20화: 콧대 높은 엘레지
- 21화: 극 라면도
- 22화: 지옥만화의 길
- 23화: 이누, 개가 되다(도기, 개가 되다)
- 24화: 아들, 마음대로 부려먹기
- 25화: 히어로 일꾼
- 26화: 피날레 실수
- 27화: 결투 마지마지
- 28화: 비밀의 비밀
- 29화: 장례식과 무라사메(장례식과 퍼플샤크)
- 30화: 쥬우토 사냥꾼(수인 사냥꾼)
- 31화: 얼굴 들통 멍멍
- 32화: 결투, 그 2번째
- 33화: 왓쇼이한 새(어기여차한 새)
- 34화: 나츠미 Meets Me(선미 Meets Me)
- 35화: 종이접기의 노래
- 36화: 개개합전
- 37화: 이와 니와 자와 시(가와 나와 다와 라)
- 38화: 횡설수설 쿠킹
- 39화: 굴러들어온 버튼, 꾹!
- 40화: 위험한 탑승
- 41화: 산타 고생한다
- 42화: 돈비키가족(돈드깨비 가족)
- 43화: 시간을 넘어 수수께끼
- 44화: 하얀 들통, 검은 들통
- 45화: 카카마을, 가가마을(화과마을 화귀마을)
- 46화: 나츠미의 꿈(선미의 꿈)
- 47화: 돈노 회의
- 48화: 9명의 돈브라
- 49화: 마지막 추억
- 최종화(50): 인연이 생겨났네

| 이전 기계전대 젠카이저 | 제46대 슈퍼 전대 시리즈 2022년 3월 6일 ~ 2023년 2월 26일 | 다음 임금님전대 킹오저 |